# Петa лигa Републике Српске у фудбалу
Пета лига Републике Српске у фудбалу  је пети степен такмичења у фудбалу у Републици Српској коју организује Фудбалски савез Републике Српске.
.Испод Подручне лиге Републике Српске у фудбалу углавном су постојале Међуопштинске лиге Републике Српске у фудбалу или Општинске лиге Републике Српске у фудбалу.Лиге воде Општински или Градски фудбалски савези.Побједници пете лиге пласирају се у одговарајућу Четврта лиге Републике Српске у фудбалу  ,а у лигу се пласира побједник Шестa лигa Републике Српске у фудбалу .У сезони 2020/21 постоје четири пете лиге у којима наступа 47 клубова.
- Градска фудбалска лига Градишка (7 клубова)
- Општинска фудбалска лига Лакташи-Србац-Прњавор (8 клубова)
- Општинска лига Брчко дистриката (8 клубова)
- Прва општинска лига Бијељина (у двије групе запад и исток) (24 клуба)

## Градска фудбалска лига Градишка
У Градској  фудбалској  лиги   Градишка такмичи се 7 клубова. Kлубови у сезони 2020/21.
| Клуб            | Мјесто       |
| --------------- | ------------ |
| ФК Младост      | Сеферовци    |
| ФК Вилуси       | Вилуси       |
| ФК Ратар        | Стара Топола |
| ФК Романовци    | Романовци    |
| ФК Братство     | Козинци      |
| ФК Стеван Дукић | Рогољи       |
| ФК Братство     | Орахова      |

## Општинска фудбалска лига Лакташи-Србац-Прњавор
У Општинској фудбалској лиги Лакташи-Србац-Прњавор такмичи се 8 клубова.
Kлубови у сезони 2020/21.
| Клуб         | Мјесто         |
| ------------ | -------------- |
| ФК Братство  | Повелич        |
| ФК Будућност | Доњи Гаљиповци |
| ФК Младост   | Бајинци        |
| ФК Ножичко   | Ножичко        |
| ФК Врбас     | Пријебљези     |
| ФК Борац     | Маглајани      |
| ФК Милан     | Косјерово      |
| ФК Полет     | Ситнеши Мали   |

## Општинска  фудбалска лига Брчко дистрикта
У Општинској фудбалcкој лиги Брчко дистрикта такмичи се 8 клубова.
Клубови у сезони 2020/21.
| Клуб             | Мјесто            |
| ---------------- | ----------------- |
| ФК Полет         | Човић Поље        |
| ФК Бобетино Брдо | Бобетино Брдо     |
| ФК Слобода       | Мртвица           |
| ФК Свети Јован   | Брезик            |
| ОФК Крбети       | Крбети            |
| ФК Младост       | Трњаци            |
| ФК Сава 04       | Брезово Поље Село |
| ФК Челик         | Грбавица          |

## Прва општинска лига Бијељина,група Запад
У Првој општинској лиги Бијељина такмичи се 24 клуба.Лига је подељена на двије групе,Запад и Исток. Клубови у сезони 2020/21 у групи Запад.
| Клуб               | Мјесто            |
| ------------------ | ----------------- |
| ФК Љељенча         | Љељенча           |
| ФК Слога 94        | Бијељина          |
| ФК Стевић Јован    | Вршани            |
| ФК Магнојевић 2001 | Магнојевић Средњи |
| ФK Горица          | Пучиле            |
| ФК Будућност       | Равно Поље        |
| ФК Јединство       | Чађавица Доња     |
| ФК Ковачићи 08     | Ковачићи          |
| ФК Пиперци         | Пиперци           |
| ФК Коридор 2011    | Бијељина          |
| ФК Пролетер        | Драгаљевац Горњи  |
| ФК Омладинац       | Чађавица Горња    |

## Прва општинска лига Бијељина,група Исток
У Првој општинској лиги Бијељина такмичи се 24 клуба.Лига је подељена на двије групе,Запад и Исток. Клубови у сезони 2020/21 у групи Исток.
| Клуб            | Мјесто      |
| --------------- | ----------- |
| ФК Љесковац     | Љесковац    |
| ФК Полет        | Којчиновац  |
| ФК Борац        | Трњаци      |
| ФК Слога Унитед | Бијељина    |
| ФK Побједа      | Тријешница  |
| OФК Батковић    | Батковић    |
| ФК Глоговац     | Глоговац    |
| ФК ВСК          | Велино Село |
| ФК Тавна        | Бањица      |
| ФК Грађански    | Бијељина    |
| ФК Модран       | Модран      |
| ФК Слога        | Даздарево   |

### 2008/09
| Назив лиге                   | Клуб побједник | Локација клуба  |
| ---------------------------- | -------------- | --------------- |
| Међуопштинска лига Приједор  | ФК Равнице     | Равнице         |
| Међуопштинска лига Градишка  | ФК Обрадовац   | Градишка        |
| Општинска лига Брчко- запад  | ФК Омладинац   | Поточари        |
| Општинска лига Брчко-исток   | ФК Јединствo • | Кореташи        |
| Општинска лига Угљевик       |                |                 |
| Прва општинска лига Бијељина | ФК Слобода     | Драгаљевац Доњи |

Напомена:
- ФК Јединствo Кореташи свеукупни побједник Општинске лиге Брчко

### 2009/10
| Назив лиге                         | Клуб побједник | Локација клуба  |
| ---------------------------------- | -------------- | --------------- |
| Међуопштинска лига Приједор        | ФК Радник      | Козарска Дубица |
| Међуопштинска лига Градишка--запад | ФК Бисери •    | Чатрња          |
| Међуопштинска лига Градишка-исток  | ФК Братство    | Повелич         |
| Општинска лига Брчко- запад        | ФК Омладинац • | Поточари        |
| Општинска лига Брчко-исток         |                |                 |
| Општинска лига Угљевик             | Стријелац      | Тутњeвац        |
| Прва општинска лига Бијељина-запад | ФК Љељенча     | Љељенча         |
| Прва општинска лига Бијељина-исток | ФК Побједа     | Тријешница      |

Напомена:
- ФК Бисери Чатрња свеукупни побједник Међуопштинске лиге Градишка
- ФК Омладинац   Поточари свеукупни побједник Општинске лиге Брчко

### 2010/11
| Назив лиге                          | Клуб побједник     | Локација клуба    |
| ----------------------------------- | ------------------ | ----------------- |
| Међуопштинска лига Приједор         | ФК Козара          | Доњи Орловци      |
| Међуопштинска лига Градишка - запад | ФК Борац           | Машићи            |
| Међуопштинска лига Градишка - исток | ФК Милан •         | Косјерово         |
| Међуопштинска лига Добој            | ФК Хајдук          | Кожухе            |
| Међуопштинска лига Модрича          | ФК Младост         | Ботајица          |
| Међуопштинска лига Шамац            | ФК Трешњевка       | Доња Црквина      |
| Општинска лига Брчко- запад         | ФК Грчица •        | Брчко             |
| Општинска лига Брчко-исток          | ФК Сава 04         | Брезово Поље Село |
| Општинска лига Угљевик              | Мајевица           | Доње Забрђе       |
| Прва општинска лига Бијељина-запад  | ФК Магнојевић 2001 | Магнојевић Средњи |
| Прва општинска лига Бијељина-исток  | ФК Балатун         | Балатун           |

Napomena:
- ФК Милан  Косјерово свеукупни побједник Међуопштинске лиге Градишка
- ФК Грчица  Брчко свеукупни побједник Општинске лиге Брчко

### 2011/12
| Назив лиге                          | Клуб побједник       | Локација клуба    |
| ----------------------------------- | -------------------- | ----------------- |
| Међуопштинска лига Приједор - Сана  | ФК ФСА •             | Приједор          |
| Међуопштинска лига Приједор - Уна   | ФК Сводна            | Сводна            |
| Међуопштинска лига Градишка - запад | ФК Младост           | Сеферовци         |
| Међуопштинска лига Градишка - исток | ФК Братство          | Повелич           |
| Међуопштинска лига Добој            | ФК Минерал           | Бања Врућица      |
| Међуопштинска лига Модрича          | ФК Слога             | Јакеш             |
| Међуопштинска лига Шамац            | ФК Будућност         | Горња Слатина     |
| Општинска лига Брчко- запад         | ФК Црвена звијезда • | Доњи Жабар        |
| Општинска лига Брчко-исток          | ФК Сава 04           | Брезово Поље Село |
| Општинска лига Угљевик              |                      |                   |
| Прва општинска лига Бијељина-запад  | ФК Слога 94          | Бијељина          |
| Прва општинска лига Бијељина-исток  | ФК Звијезда 09       | Бијељина          |

Напомена:
- ФК ФСА   Приједор свеукупни побједник Међуопштинске лиге Приједор
- ФК Црвена звијезда  Доњи Жабар свеукупни побједник Општинске лиге Брчко

### 2012/13
| Назив лиге                          | Клуб побједник     | Локација клуба |
| ----------------------------------- | ------------------ | -------------- |
| Међуопштинска лига Приједор         | ФК Славен          | Добрљин        |
| Међуопштинска лига Градишка - запад | Бисери             | Чатрња         |
| Међуопштинска лига Градишка - исток | Тамарис            | Мрчевци        |
| Међуопштинска лига Добој            | ОФК Полет 1926     | Брод           |
| Међуопштинска лига Модрича          | ФК Кладари Горњи   | Кладари Горњи  |
| Међуопштинска лига Шамац            | ФК Звијезда        | Крушково Поље  |
| Општинска лига Брчко- запад         | ГФК Српска Варош • | Брчко          |
| Општинска лига Брчко-исток          | ФК Младост         | Трњаци         |
| Општинска лига Угљевик              | ФК Стријелац       | Тутњевац       |
| Прва општинска лига Бијељина-запад  | СФК Академац УИС   | Бијељина       |
| Прва општинска лига Бијељина-исток  | ФК Јединство       | Суво Поље      |

Napomena:
- ГФК Српска Варош  Брчко свеукупни побједник Општинске лиге Брчко

### 2013/14
| Назив лиге                          | Клуб побједник  | Локација клуба |
| ----------------------------------- | --------------- | -------------- |
| Међуопштинска лига Приједор         | ФК Мраковица    | Козаруша       |
| Међуопштинска лига Градишка - запад | ФК Ратар        | Стара Топола   |
| Међуопштинска лига Градишка - исток | ФК Младост •    | Бајинци        |
| Међуопштинска лига Добој            | ФК Рудар        | Станари        |
| Међуопштинска лига Модрича          | ФК Слободa      | Винска         |
| Међуопштинска лига Шамац            | ФК Пелагићево   | Пелагићево     |
| Општинска лига Брчко                | ФК Младост 2003 | Попово Поље    |
| Општинска лига Угљевик              | ФК Прибој       | Прибој         |
| Прва општинска лига Бијељина-запад  | OФК Бук         | Буковица Горња |
| Прва општинска лига Бијељина-исток  | ФК Међаши       | Међаши         |

Napomena:
- Младост  Бајинци свеукупни побједник Међуопштинске лиге Градишка

### 2014/15
| Назив лиге                           | Клуб побједник  | Локација клуба |
| ------------------------------------ | --------------- | -------------- |
| Међуопштинска лига Приједор          | ФК Партизан     | Костајница     |
| Oпштинска лига Градишка              | ФК Братство     | Козинци        |
| Oпштинска лига Лакташи-Србац-Прњавор | ФК Кладари      | Горњи Кладари  |
| Међуопштинска лига Добој             | ФК Звијезда     | Какмуж         |
| Међуопштинска лига Модрича           | ФК Босна 1977   | Модрички Луг   |
| Међуопштинска лига Шамац             | ФК Јединство    | Црквина        |
| Општинска лига Брчко                 | ФК Слијепчевићи | Слијепчевићи   |
| Општинска лига Угљевик               | ФК Мајевица     | Доње Забрђе    |
| Прва општинска лига Бијељина-запад   | ФК Слога        | Црњелово Горње |
| Прва општинска лига Бијељина-исток   | ФК Милош Обилић | Јања           |

### 2015/16
| Назив лиге                           | Клуб побједник     | Локација клуба  |
| ------------------------------------ | ------------------ | --------------- |
| Међуопштинска лига Приједор          | ФК Радник          | Козарска Дубица |
| Oпштинска лига Градишка              | ФК Калеми          | Требовљани      |
| Oпштинска лига Лакташи-Србац-Прњавор | ФК Врбас           | Пријебљези      |
| Међуопштинска лига Добој             | ФК Хајдук          | Кожухе          |
| Међуопштинска лига Модрича           | ФК Скугрић 1964    | Доњи Скугрић    |
| Међуопштинска лига Шамац             | ФК Полет           | Човић Поље      |
| Општинска лига Брчко                 | ФК Црвена звијезда | Доњи Жабар      |
| Општинска лига Угљевик               | ФК Стријелац       | Тутњевац        |
| Прва општинска лига Бијељина-запад   | ФК Стевић Јован    | Вршани          |
| Прва општинска лига Бијељина-исток   | ФК Бродац          | Бродац Доњи     |

### 2016/17
| Назив лиге                           | Клуб побједник | Локација клуба |
| ------------------------------------ | -------------- | -------------- |
| Међуопштинска лига Приједор          | ФК Љубија      | Љубија         |
| Oпштинска лига Градишка              | ФК 13 скојевки | Грбавци        |
| Oпштинска лига Лакташи-Србац-Прњавор | ФК Поткозарје  | Александровац  |
| Међуопштинска лига Добој             | ФК Вучијак     | Мајевац        |
| Међуопштинска лига Шамац - Модpича   | ФК Требавац    | Врањак         |
| Општинска лига Брчко                 | ФК Јединство   | Кореташи       |
| Општинска лига Угљевик               | ФК Мајевица    | Доње Забрђе    |
| Прва општинска лига Бијељина-запад   | ФК Обарска     | Велика Обарска |
| Прва општинска лига Бијељина-исток   | ОФК Јања 2009  | Јања           |

### 2017/18
| Назив лиге                           | Клуб побједник  | Локација клуба   |
| ------------------------------------ | --------------- | ---------------- |
| Међуопштинска лига Приједор          | ФК Сводна       | Сводна           |
| Oпштинска лига Градишка              | ФК Омладинац    | Брестовчина      |
| Oпштинска лига Лакташи-Србац-Прњавор | ФК Жупа         | Милосавци        |
| Међуопштинска лига Добој             | ФК Борац        | Которско         |
| Међуопштинска лига Шамац - Модpича   | ФК Слога 73     | Доњи Скугрић     |
| Општинска лига Брчко                 | ФК Младост 2003 | Попово Поље      |
| Општинска лига Угљевик               | ФК Будућност    | Равно Поље       |
| Прва општинска лига Бијељина-запад   | ОФК Магнојевић  | Магнојевић Горњи |
| Прва општинска лига Бијељина-исток   | ФК Колектив     | Међаши           |

### 2018/19
| Назив лиге                           | Клуб побједник          | Локација клуба |
| ------------------------------------ | ----------------------- | -------------- |
| Међуопштинска лига Приједор          | ФК Козара               | Доњи Орловци   |
| Oпштинска лига Градишка              | ФК Ламинци              | Ламинци        |
| Oпштинска лига Лакташи-Србац-Прњавор | ФК Црни врх             | Јаружани       |
| Међуопштинска лига Добој             | ФК Озренски соколови    | Бољанић        |
| Међуопштинска лига Шамац - Модpича   | ФК Посавина             | Милошевац      |
| Општинска лига Брчко                 | ФК Будућност „Ред Стар” | Вучиловац      |
| Прва општинска лига Бијељина-запад   | ФК Пантери              | Загони         |
| Прва општинска лига Бијељина-исток   | ФК Слога 2              | Црњелово Горње |

### 2019/20
| Назив лиге                           | Клуб побједник | Локација клуба |
| ------------------------------------ | -------------- | -------------- |
| Међуопштинска лига Приједор          | ОФК Берек 1975 | Приједор       |
| Oпштинска лига Градишка              | ФК Борац       | Машићи         |
| Oпштинска лига Лакташи-Србац-Прњавор | ФК Борац       | Шибовска       |
| Међуопштинска лига Добој             | ФК Борац       | Которско       |
| Међуопштинска лига Шамац - Модpича   | ФК Црквина     | Црквина        |
| Општинска лига Брчко                 | ФК Стријелац   | Тутњевац       |
| Прва општинска лига Бијељина-запад   | ФК Младост     | Велика Обарска |
| Прва општинска лига Бијељина-исток   | ФК Дрина       | Батар          |

- Међуопштинска фудбалска лига Приједор (Укинута 2020 године )
- Међуопштинска фудбалска лига Градишка (Укинута 2014 године )
- Међуопштинска фудбалска лига Добој    (Укинута 2020 године )
- Међуопштинска фудбалска лига Модрича   (Укинута 2016 године )
- Међуопштинска фудбалска лига Шамац      (Укинута 2016 године )
- Међуопштинска фудбалска лига Шамац-Модрича (Укинута 2020 године )
- Општинска фудбалска лига Угљевик  (Укинута 2018 године )